# Состязание сигналов
Состязание сигналов — явление в цифровых устройствах несоответствия работы данного устройства с заданным алгоритмом работы по причине возникновения переходных процессов в реальной аппаратуре.
Так как в любых линиях связи сигналы распространяются с некоторой задержкой, вносимой элементами линии связи, то на выходе любого устройства сигнал Uвых меняется с некоторой задержкой относительно входного сигнала Uвх. Такой разброс параметров реальных элементов, влияющих на задержку сигнала, и различные длины линий связи в устройствах могут стать причиной неодновременного изменения состояний входов некоторых элементов схем.
Если на логический элемент «И» подать последовательно комбинации сигналов 01, 10, то на выходе в обоих случая получим нуль. Но если один из сигналов изменится несколько раньше второго, то на входах может кратковременно возникнуть иная комбинация. В случае опережения первым сигналом второго, получим комбинацию 11, а на выходе в этот момент времени возникнет единичный импульс. Если же второй опередит первый, то сигнал на выходе не изменится. Иногда сочетание задержек создаёт на входе комбинации, при которых выходные сигналы принимают значения, не соответствующие алгоритму работы схемы — так получается состязание между сигналами.
Различают следующие виды состязаний:
1. состязания между изменениями сигналов на внешних входах;
2. состязания между входными сигналами и сигналами элементов памяти;
3. состязания между сигналами элементов памяти;
4. состязания между сигналами логических элементов схемы.

В цифровых схемах могут возникать все перечисленные виды.